# کارمن آسدو
کارمن آسدو (به انگلیسی: Carmen Acedo) ژیمناست زادهٔ ۱۰ فوریهٔ ۱۹۷۵ میلادی اهل کشور اسپانیا است.